# Letteralismo islamico
Il letteralismo islamico si basa sulla riflessione fatta da una parte della teologia secondo cui quanto è rivelato da Allah va interpretato senza ricorrere a particolari strumenti interpretativi che concedono uno spazio potenzialmente fuorviante all'allegoria e alle deduzioni basate sulla ragione umana (bi-lā kayfa).
Tale espressione (in arabo بلا كيف‎?) è tradotta "senza [chiedersi] il come", o "senza [conoscere] il perché". Si tratta quindi di una via per risolvere problemi di fede teologica (ʿaqīda) islamica senza entrare in apparente contraddizione coi versetti coranici, accettando questi alla lettera, senza porsi ulteriori interrogativi.

Un esempio esplicativo riguarda la contraddizione tra le apparenti caratteristiche antropomorfiche di Allāh nel Corano ("mano", "trono", "viso", "bocca", "occhio", e altro ancora) e l'assoluta trascendenza divina, come è evidente nella lettura dei versetti coranici che dicono: "Non v'ha simile a Lui cosa alcuna, ed Egli è ascoltante veggente" (Sūra al-Shūra,  o "della consultazione"). Un altro è la questione di come il Corano possa essere "parola di Dio", senza però essere mai stato creato da Allāh (come numerosi ḥadīth testimoniano) e quindi sempre esistito nell'eternità a parte ante (azal).

## Storia
Abū l-Ḥasan ʿAlī b. Ismāʿīl al-Ashʿarī (ca. 873-936) cominciò a far uso dell'espressione bi-lā kayfa nel polemizzare contro alcuni paradossi della scuola di pensiero razionalista della Mu'tazilah. Invece di addentrarsi nella pericolosa spiegazione che Allāh aveva un volto letteralmente inteso (cosa che l'avrebbe fatto cadere nella trappola dell'antropomorfismo, inserendolo di fatto negli eretici mujassima), egli spiegò che i primi musulmani accettavano semplicemente, e senza tante elucubrazioni mentali, i versetti coranici per come si presentavano, senza chiedersi il perché o il come. Questo orientamento teologico fu sostenuto dalla gran maggioranza dei musulmani di orientamento sunnita.
Un'altra fonte è Ibn Ḥanbal, accreditato per essere uno dei massimi creatori della dottrina.
In realtà, sia Ibn Ḥanbal sia al-Ashʿarī condivisero lo stesso pensiero, consistente nell'accettare le parole delle mutashabiḥāt, o 'significati non apparenti' del Corano e dei ḥadīth, senza chiedersi alcunché in sovrappiù.

## Interpretazione
Il termine bi-lā kayfa è la fede che i versetti coranici con un "significato non apparente" debbano essere accettati come si presentano al lettore. Ad esempio, a Ibn Ḥanbal fu chiesto circa i ḥadīth che menzionavano la “discesa di Allāh”, la “vista di Allāh” e il suo “porre il Suo piede sull'inferno”; e che egli avesse risposto: “Noi crediamo in essi e li consideriamo veri, senza [chiederci il] ‘come’ e il  ‘significato’ (bi-lā kayfa wa lā maʿna).